# Parque nacional Mariusa
El Parque Nacional Mariusa es un parque nacional de Venezuela que está ubicado justo al centro del delta del río Orinoco, donde el río más grande de Venezuela se encuentra con el Océano Atlántico. Toma el nombre de la isla Mariusa, en la costa, pero es la isla Redonda la de mayor extensión territorial de tierra inundable, entre los caños de Macareo y Mariusa. Las características más acentuadas de esta zona son la selva, con una fauna única en el planeta, y mareas que se extienden por los caños del delta. Esta zona es, sin duda, la región más especial de toda Venezuela que, al dividirse en dos ramales principales llamados Río Grande y Brazo Manamo, se distribuye completamente en el inmenso delta del río Orinoco, considerado el octavo río del mundo.
Este territorio, dominado principalmente por los Waraos, se encuentra en la parte más oriental de Venezuela y es producto de una inmensa acumulación sedimentaria de origen cuaternaria; durante muchos siglos el río formó uno de los mayores deltas del mundo y su cauce, alimentado por más de 200 grandes ríos, traza un arco de 2150 km., abrazando una superficie cercana a los 40000 km² en el delta, enteramente recorrida por una infinidad de bocas fluviales secundarias denominadas caños.

## Flora
Corresponde a las formaciones de pantanos y lodazal: Bosques siempre verdes conformados por especies hidrófilas de zonas bajas y húmedas; morichales, manglares y sabanas.

## Fauna
Gran variedad de peces en las que se destacan el pez cuatro ojos, caribes, bagres, guabinas y róbalos. Encontramos reptiles como el caimán del Orinoco, caimán de la costa, los babos morichaleros y llaneros; entre los mamíferos figuran el manatí, tonina, nutria gigante, el chigüire, monos, perezas y roedores. 187 especies de aves entre las que destacan la garza paleta, tijereta de mar, corocora colorada, águila pescadora y las Guacamayas azul y amarilla.